# وانغ لونغ
وانغ لونغ (27 نوفمبر 1985 - ) (بالصينية: 王泷) هو لاعب كرة يد صيني. شارك في الألعاب الأولمبية الصيفية 2008.

## وصلات خارجية
- وانغ لونغ على موقع أوليمبيديا (الإنجليزية)
- وانغ لونغ على موقع اللجنة الأولمبية الصينية (الإنجليزية)